# Academia da Língua Árabe
A Academia da Língua Árabe (em árabe: مجمع اللغة العربية بالقاهرة, tr.: Mǧmʿ āl-Lġẗ āl-ʿbīẗ Bālqāhrẗ) situa-se na cidade do Cairo, Egito, e dedica-se à língua árabe.
Foi fundada em 1932, por decreto real pelo rei Fuad I, sendo que as suas atividades iniciaram-se em 1934. A sede fica na rua Aziz Abazha, Zamálek, Cairo.
Tem um conselho diretivo de quarenta membros e uma assembleia de sessenta membros. Esta última inclui todos os membros do conselho diretivo mais outros vinte integrantes que se elegem preferencialmente entre especialistas árabes não egípcios e arabistas provenientes de países não árabes.
As suas principais autoridades são o Dr. Shawqi Dhaif (presidente), o Dr. Mahmud Hafizh (vicepresidente), e o Dr. Kamal Bashr (secretário general). 